# Kyla Ross
Kyla Briana Ross, född den 24 oktober 1996 i Honolulu, Hawaii, är en amerikansk gymnast.
Hon tog OS-guld i damernas lagmångkamp i samband med de olympiska gymnastiktävlingarna 2012 i London. Ross deltog i Världsmästerskapen i artistisk gymnastik 2013 i Antwerpen, Belgien där hon tog silver i mångkamp, barr och bom. Ross deltog även i Världsmästerskapen 2014 i Nanning, Kina där hon bidrog till USA:s andra raka seger i lagmångkampen. Hon tog även brons i den individuella mångkampen. 

## Biografi
Kyla Ross föddes den 24 oktober, 1996 i Honolulu, Hawaii. Hon är dotter till Jason och Kiana Ross och hon har två yngre syskon, McKenna och Kayne Ross. Ross studerar vid Aliso Niguel High School i Aliso Viejo, Kalifornien. 
Ross började träna gymnastik hos Greenville Gymnastics Training Center, Greenville, South Carolina när hon var tre år gammal. Senare tränade hon hos Richmond Olympiad, Virginia samt National Gymnastics Training Center, Aliso Viejo, Kalifornien innan hon började i sin nuvarande klubb Gym-Max Gymnastics, Costa Mesa, Kalifornien år 2005.

## Seniorkarriär

### 2012

#### Olympiska spelen i London
I slutet av july deltog Ross i de olympiska spelen i London. Hon hjälpte det amerikanska laget, kallade 'Fierce Five', att kvalificera sig till lagmångkampsfinalen på en första plats.  I finalen bidrog Ross med poängerna 14,933 i barr samt 15,133 i bom till det amerikanska lagets guldmedalj. 

### 2013
I oktober tävlade Ross i Världsmästerskapen i artistisk gymnastik 2013 i Antwerpen, Belgien. I mångkampsfinalen fick hon poängerna 15,366 i hopp, 15,1 i barr, 14,533 i bom samt 14,333 med den totala poängen 59,332.  Denna poäng gjorde att Ross vann silver i mångkampen. I barrfinalen fick hon poängen 15,255 vilket gav henne ytterligare en silvermedalj. I bomfinalen fick Ross en poäng på 14,833 vilket gav henne en tredje silvermedalj.  Ross fick också "Longines Prize for Elegance" vilket ges till den gymnast som, enligt en röstande jury, var den mest eleganta gymnasten under tävlingen.